# Las Gabias
Las Gabias és un municipi situat en la part centre-sud de la Vega de Granada (província de Granada), a uns 8 km de la capital provincial. Aquesta localitat limita amb els municipis de Vegas del Genil, Cúllar Vega, Churriana de la Vega, Alhendín, La Malahá, Chimeneas i Santa Fe.
Las Gabias inclou les localitats de Gabia la Granda i Gabia Chica que van ser objecte d'unificació el 1973 a més de l'annex de Híjar. Municipi d'ocupació molt antiga, posseeix un baptisteri paleocristià, restes romanes i musulmanes.
La seva economia es basa en l'agricultura i la producció de maons encara que també és una gran ciutat dormitori i de serveis dins de l'àrea metropolitana de Granada.
Disposa del primer camp de golf complet de la província i del Camp de Tir Juan Carlos I. La construcció desmesurada, igual que en altres municipis de la Vega de Granada està duent a la desaparició dels paisatges rurals i usos agraris tradicionals.